# 大萼早熟禾
大萼早熟禾（学名：Poa macrocalyx），为禾本科早熟禾属下的一个植物种。